# Wielobieżność
Wielobieżność (ang. reentrancy) – jest to cecha funkcji. Funkcja jest określana jako wielobieżna jeżeli wykonywanie jej może zostać przerwane (poprzez przerwanie lub wywołanie innej funkcji wewnątrz ciała funkcji), a potem może ona zostać (bezpiecznie) ponownie wywołana zanim poprzednie wywołanie zostanie zakończone. Po zakończeniu drugiego wywołania, można wrócić do przerwanego wywołania, a wykonywanie go może bezpiecznie kontynuować. Funkcje wielobieżne można więc wywoływać rekurencyjnie.